# Sanborn (Iowa)
Sanborn és una població dels Estats Units a l'estat d'Iowa. Segons el cens del 2000 tenia 1.353 habitants.

## Demografia
Segons el cens del 2000, Sanborn tenia 1.353 habitants, 558 habitatges, i 372 famílies. La densitat de població era de 288,6 habitants/km².
Dels 558 habitatges en un 23,8% hi vivien nens de menys de 18 anys, en un 61,6% hi vivien parelles casades, en un 3,9% dones solteres, i en un 33,3% no eren unitats familiars. En el 30,8% dels habitatges hi vivien persones soles el 18,8% de les quals corresponia a persones de 65 anys o més que vivien soles. El nombre mitjà de persones vivint en cada habitatge era de 2,28 i el nombre mitjà de persones que vivien en cada família era de 2,84.
Per edats la població es repartia de la següent manera: un 20,7% tenia menys de 18 anys, un 6,8% entre 18 i 24, un 20,3% entre 25 i 44, un 21,4% de 45 a 60 i un 30,9% 65 anys o més.
L'edat mediana era de 46 anys. Per cada 100 dones de 18 o més anys hi havia 82,8 homes.
La renda mediana per habitatge era de 34.250 $ i la renda mediana per família de 42.500 $. Els homes tenien una renda mediana de 31.792 $ mentre que les dones 19.750 $. La renda per capita de la població era de 18.189 $. Entorn del 2,8% de les famílies i el 4,8% de la població estaven per davall del llindar de pobresa.

## Poblacions més properes
El següent diagrama mostra les poblacions més properes.